# Grenoble Jazz Festival
Das Grenoble Jazz Festival ist ein international renommiertes Musikfestival in Grenoble, das im Februar 1973 unter dem Motto „quatre jours du jazz“ (vier Tage Jazz) erstmals stattfand und zwischenzeitlich gut 14 Tage dauert. Es findet jährlich im Frühjahr statt.
Das Festival ist eines der größten im Südosten Frankreichs. An 14 Tagen werden den bis zu 18.000 Besuchern mehr als 50 Konzerte mit 200 Musikern geboten. Vom künstlerischen Leiter Jacques Panisset werden neben internationalen Top Acts auch lokale Bands, etwa die Big Band de Voiron, in das Programm einbezogen.

## Bekannte Musiker
Im Laufe der Jahre sind viele internationale Stars der Jazz-Szene beim Grenoble Jazz Festival aufgetreten, so unter anderem:
| - Rabih Abou-Khalil - Joachim Kühn - Enrico Rava - Art Ensemble of Chicago | - Paolo Fresu - Barbara Dennerlein - John Scofield - Louis Sclavis | - Bobby Few - Charlie Mariano - Aldo Romano - Wayne Shorter |

Auf dem 34. Grenoble Jazz Festival (2006) sind unter anderem folgende Musiker aufgetreten:
Stefano Di Battista Quartet, D. Venitucci et le Big Band de Voiron, Orchestre National de Jazz, Larry Redhouse Trio, Cuban Jazz Quartet, Louis Sclavis Big Napoli,  François Raulin / Stephan Oliva Quintet, Dennis Colin Trio, TTPKC et Le Marin, Bol, Gare aux Fourmis, Lucas Nigglis Zoom, Rabih Abou-Khalil / Joachim Kühn Trio, Art Ensemble Of Chicago

## Veranstaltungsorte
Das Festival findet nicht nur in Grenoble statt, sondern findet daneben auch dezentral in zahlreichen Spielstätten in Orten der Umgebung statt, genannt „Vagabondage dans le département“.